# باشگاه فوتبال اچ‌بی‌ال
باشگاه فوتبال حبیب بانک لیمیتد که به اختصار اچ‌بی‌ال نامیده می‌شود، به عنوان بخش فوتبال بانک حبیب فعالیت می‌کرد. این باشگاه که در کراچی، سند مستقر بود، در مسابقات قهرمانی ملی فوتبال و لیگ برتر پاکستان شرکت می‌کرد.